# Solms
Solms település Németországban, Hessen tartományban. Lakosainak száma 13 921 fő (2023. december 31.). Solms Wetzlar, Schöffengrund, Braunfels, Leun, Ehringshausen és Aßlar községekkel határos.

## Népesség
A település népességének változása:
| Lakosok száma | 4565 | 13 484 | 13 611 | 13 670 | 13 862 | 13 921 |
|               | 2015 | 2017   | 2019   | 2021   | 2022   | 2023   |